# Люди доброй воли (роман)
Люди доброй воли (фр. Les hommes de bonne volonté) — роман-эпопея французского писателя Жюля Ромена о жизни Франции в 1908—1933 годах в 27 томах, издававшийся 1932—1946 годах.
«Люди доброй воли» насчитывает 4959 страниц и 2070000 слов, и потому считается самым длинным романом в мире.
Существует русский перевод первых 4 томов романа от 1933 года.
В романе сказались черты позднего унанимизма, он отличается протокольным объективизмом художественной манеры и синтезирует все прошлые периоды творчества писателя.
Помимо основных томов существует дополнительный том «Вид вещей», написанный и опубликованный в 1941 году в Нью-Йорке.